# Torre dei Lanfredini

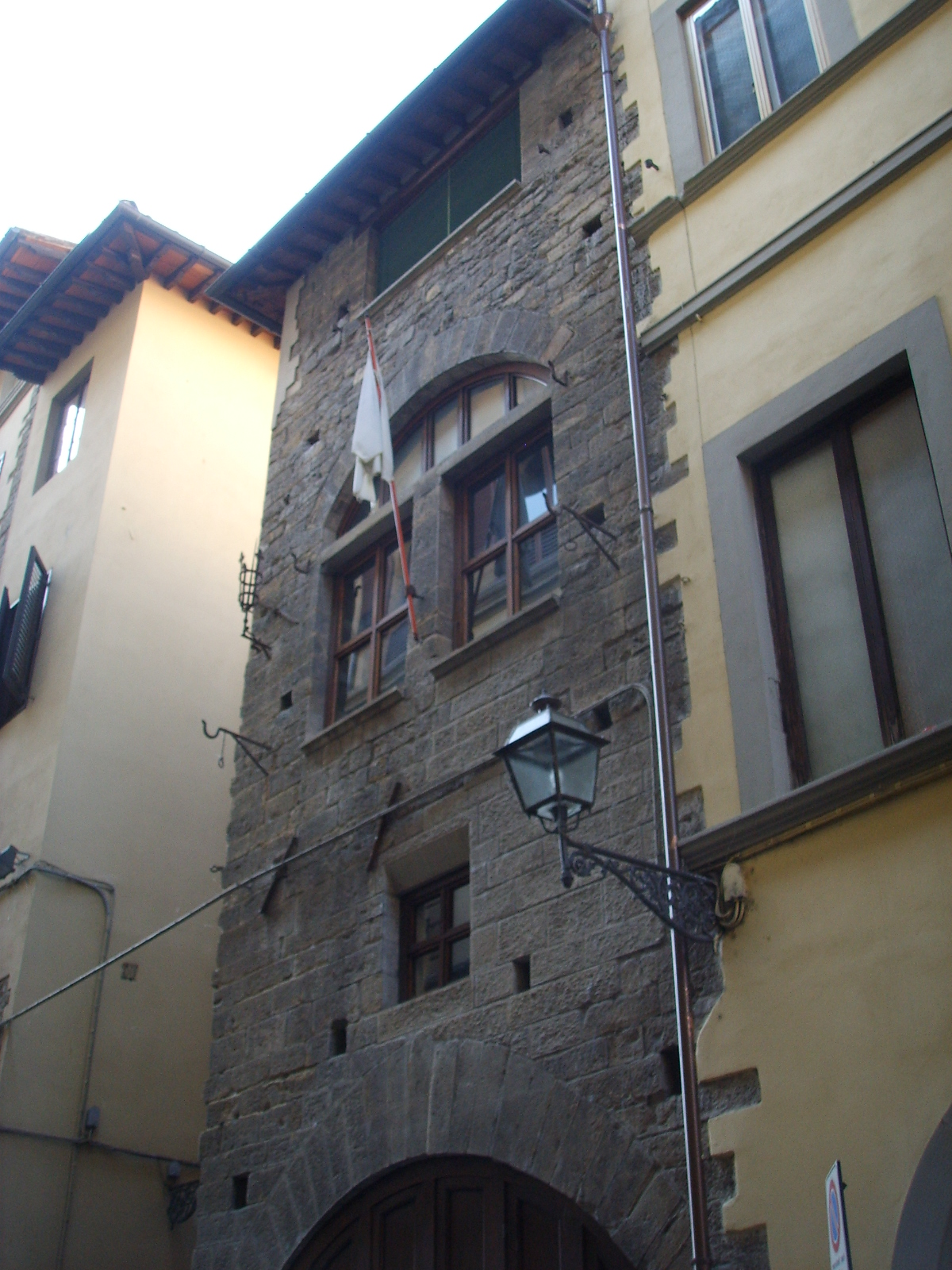
Fachada da Torre dei Lanfredini.

A Torre dei Lanfredini é uma torre apalaçada de Florença que se encontra isolada na Via Santo Spirito, no bairro de Oltrarno.

## História
Os Lanfredini foram uma importante família da Florença medieval, com priores, gonfalonieri de justiça e embaixadores entre os seus membros. Eram de origem nobre germânica e tinham diversas propriedades na cidade, como por exemplo a Torre del Gallo, em Pian dei Giullari.
A torre hoje está muito rebaixada em relação às formas originais, apresentando apenas três andares. No piso térreo abre-se um amplo portal encimado por um arco ligeiramente apontado. Acima da pequena janela quadrada do primeiro andar abre-se um outro arco que enquadra duas janelas rectangulares. Na fachada, coberta por blocos rectangulares de pedra à vista, aparecem alguns buracos de vigas, sem apoio.
A torre, na sua parte traseira, apoia-se no prestigioso Palazzo Lanfredini, um palácio que a família mandou erguer, no século XVI, por Baccio d'Agnolo.